# Condicionados
Condicionados fue una miniserie argentina producida por Pol-ka a cargo de Adrián Suar. Protagonizada por los primeros actores Oscar Martínez y Soledad Silveyra. Coprotagonizada por Leticia Brédice, Favio Posca, Julieta Zylberberg, Bárbara Lombardo, Guillermo Pfening ,Ángela Torres y Eleonora Wexler. La serie fue emitida desde el 23 de mayo al 22 de agosto de 2012 por Canal 13.

## Sinopsis
“Condicionados” cuenta la historia de un matrimonio poco convencional: el de Dicky Cocker (Oscar Martínez) y su mujer Lorna (Soledad Silveyra), quienes en los años 80 comienzan a introducirse en el mundo de la pornografía. La sociedad no podía funcionar mejor: mientras que Dicky se desempeñaba como director, Lorna lo hacía como actriz; esta organización conoció el éxito y se consagraron como referentes de este particular género cinematográfico.
Pero, treinta años más tarde, en la actualidad, ya nada es igual. El fracaso, la frustración y la decadencia parecen ser moneda corriente en la vida de la pareja. Dicky ya no es el afamado director de antaño y Lorna hace tiempo que dejó de ser una “pornostar”. Y sus vidas se han vuelto tan miserables que el matrimonio se encuentra al borde del divorcio.
Dicky y Lorna tienen dos hijos: Charo (Julieta Zylberberg) y Darío (Guillermo Pfening). Charo aún vive con ellos y atiende un sex shop. Darío, en cambio, vive solo. Es justamente Darío quien, viendo la calamitosa situación de sus padres, les propone un nuevo negocio: hacer portafolios para una revista.
Pero el fracaso profesional no es el único motivo de la agonía del matrimonio de Lorna y Dicky, habrá otros factores que también influirán. Por un lado, las constantes situaciones confusas que Dicky protagonizará con Darling (Leticia Brédice) –una estrella porno que llega al país buscando trabajo- quien siempre intenta seducirlo y mantenerse cerca de él. Por otro lado, la aparición de Paloma (Ángela Torres), una hija extramatrimonial del director, de quien tendrá que hacerse cargo. Por su parte, Dicky contará con el incondicional apoyo de Bebe (Favio Posca), productor, asistente y amigo.
Por otro lado veremos la historia de Yael (Bárbara Lombardo), una aspirante a actriz porno, quien intentará comenzar su carrera.

## Elenco y personajes
- Oscar Martínez como Ricardo "Dicky" Cocker.
- Soledad Silveyra como María Laura "Lorna" Cocker.
- Leticia Brédice como Darling.
- Favio Posca como Horacio "Bebe".
- Julieta Zylberberg como Charo.
- Bárbara Lombardo como Yael.
- Guillermo Pfening como Darío.
- Ángela Torres como Paloma Cocker.
- Ana María Picchio como Vilma.
- Gerardo Romano como Germán.
- Julieta Díaz como Sagrada.
- Eleonora Wexler como Natasha.
- Pablo Cedrón como Oscar.
- Gustavo Guillén como Vico Silver.
- Ivo Cutzarida como Rubén Mancini.
- María Eugenia Ritó como Corina.
- Moria Casán como Reina.
- Federico Luppi como Pedro.
- Margareth Cifuentes como Gina.
- Mario Moscoso como Tipo.
- Atilio Pozzobón como Tito.
- Víctor Maytland como Víctor.
- Ariana Fiorentino como Ariana.
- Xoana González como Giovanna.

## Premios y nominaciones
| Año  | Premio                | Categoría                                     | Nominado                                       | Resultado |
| ---- | --------------------- | --------------------------------------------- | ---------------------------------------------- | --------- |
| 2012 | Premios Tato          | Ficción unitario                              | Condicionados                                  | Nominada  |
| 2012 | Premios Tato          | Revelación                                    | Ángela Torres                                  | Nominada  |
| 2012 | Premios Tato          | Dirección en ficción                          | Marcos Carnevale y Sebastián Pivotto           | Nominados |
| 2012 | Premios Tato          | Actor en ficción unitario                     | Oscar Martínez                                 | Nominado  |
| 2012 | Premios Tato          | Actriz en ficción unitario                    | Soledad Silveyra                               | Nominada  |
| 2012 | Premios Tato          | Actor de reparto en ficción unitario          | Favio Posca                                    | Nominado  |
| 2012 | Premios Tato          | Actriz de reparto en ficción unitario         | Leticia Brédice                                | Nominada  |
| 2012 | Premios Tato          | Actriz de reparto en ficción unitario         | Bárbara Lombardo                               | Nominada  |
| 2012 | Premios Tato          | Arte e imagen en ficción                      | Guillermo Zappino y Adriana Slemenson          | Nominados |
| 2012 | Premios Tato          | Cortina musical                               | «Miel» (por Illya Kuryaki and the Valderramas) | Nominada  |
| 2012 | Premios Martín Fierro | Actriz protagonista en unitario y/o miniserie | Soledad Silveyra                               | Nominada  |
| 2012 | Premios Martín Fierro | Participación especial en ficción             | Ana María Picchio                              | Ganadora  |
| 2012 | Premios Martín Fierro | Participación especial en ficción             | Eleonora Wexler                                | Nominada  |